# Libro de los Milagros de Augsburgo

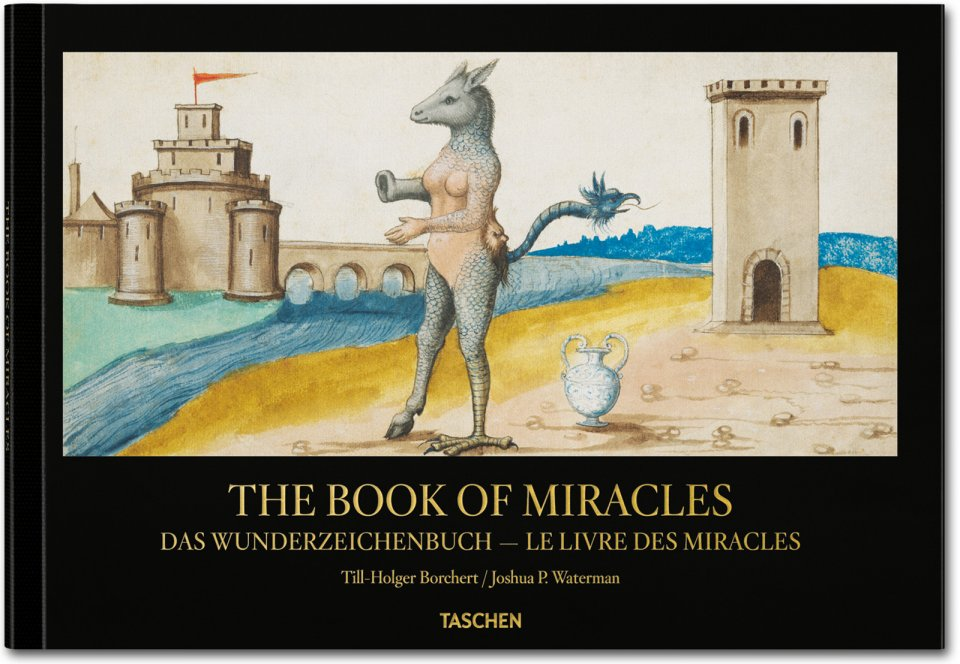
Portada de la primera edición de la publicación Taschen del Libro de los milagros de Augsburgo (publicada en 2013). La imagen muestra el Folio 90, el monstruo del río Tíber, supuestamente varado después de una inundación de 1496.

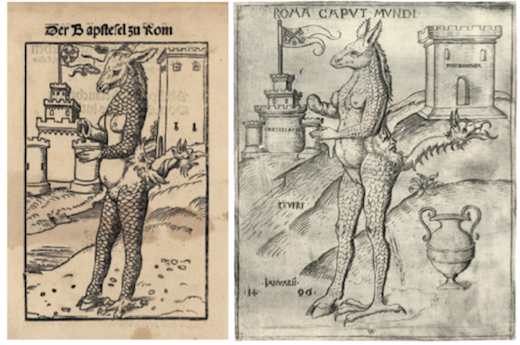
Fuentes contemporáneas para el folio 90: izquierda, El asno papal de Roma (1523) de Lucas Cranach el Viejo ; a la derecha, Roma caput mundi (c. 1496-1500) de Wenzel von Olmüz.

El Libro de los Milagros de Augsburgo (también conocido simplemente como El Libro de los Milagros) es un manuscrito iluminado realizado en Augsburgo, Alemania, en el siglo XVI.

## Historia
Basándose en las marcas de agua de algunas páginas, en la frecuencia con la que aparecen los acontecimientos de Augsburgo y sus alrededores y en el nombre del artista y grabador de Augsburgo Hans Burgkmair que aparece en él, se ha llegado a la conclusión de que lo más probable es que el manuscrito se produjese en Augsburgo.
Se desconoce tanto la identidad de los creadores del manuscrito como quién hizo el encargo. El nombre del artista y grabador de Augsburgo Hans Burgkmair aparece en una página del manuscrito. Till-Holger Borchert, experto en arte medieval alemán, sugiere que, dado que Burgkmair el Viejo murió en la década de 1530, el artista en cuestión debe ser su hijo, Hans Burgkmair el Joven, que está mucho menos atestiguado por obras conocidas. Además, al menos dos de las imágenes parecen estar basadas en dibujos del taller de Burgkmair el Joven, lo que lleva a Borchert a concluir que fue un colaborador del manuscrito, posiblemente junto con Heinrich Vogtherr el Viejo y/o Heinrich Vogtherr el Joven.
El manuscrito en sí probablemente se produjo entre 1545 y 1552 (parte del texto se extrae de la Biblia de Lutero de 1545; la imagen final antes de las del Libro de Apocalipsis del Nuevo Testamento muestra una tormenta de granizo en la ciudad de Dordrecht en los Países Bajos que ocurrió en 1552 ).
Las hojas se repusieron en el siglo XIX. Algunas faltan, y sólo una o dos se han vuelto a identificar recientemente.
El manuscrito se encuentra ahora en la colección del coleccionista de arte Mickey Cartin.

## Manuscrito
El manuscrito consta de 123 folios conservados con 23 inserciones. Cada página está iluminada a todo color con gouache y acuarela. Cada iluminación lleva un título en escritura gótica alemana.
En general, las imágenes siguen los manuscritos contemporáneos, en particular la Crónica de prodigios y portentos de Conrad Lycosthenes (1557) y las Histoires Prodigieuses de Pierre Boaistuau (1560), y los diseños de pintores y grabadores contemporáneos, como Hans Sebald Beham, Hans Holbein el Joven, Lucas Cranach el Viejo y Alberto Durero. Los pies de foto describen y/o comentan las imágenes y, en su caso, citan las fuentes bíblicas (de la Biblia de Lutero de 1545) o el lugar y la fecha del acontecimiento representado.

### Contenido
El manuscrito no tiene la introducción, la página del título, el índice o la dedicatoria habituales en la época. En su lugar, se lanza directamente a la secuencia de ilustraciones y comentarios. Está escrito en un orden cronológico aproximado, desde el Antiguo Testamento, pasando por diversos fenómenos y presagios de la Antigüedad, hasta el momento de su producción y terminando con el Apocalipsis.

#### Antiguo Testamento
La primera sección del libro, que cubre los folios 1 a 15, comienza con milagros indicativos de la voluntad de Dios antes de cambiar a eventos de la historia de los judíos como se describe en el Antiguo Testamento. Los temas cubiertos van desde el Diluvio (Folio 1) hasta la visión de Ezequiel (Folio 15).

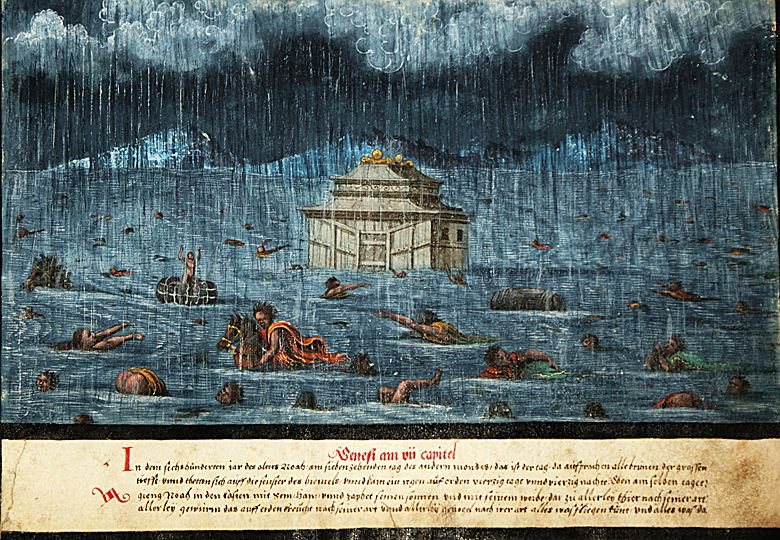
Folio 1. El Diluvio
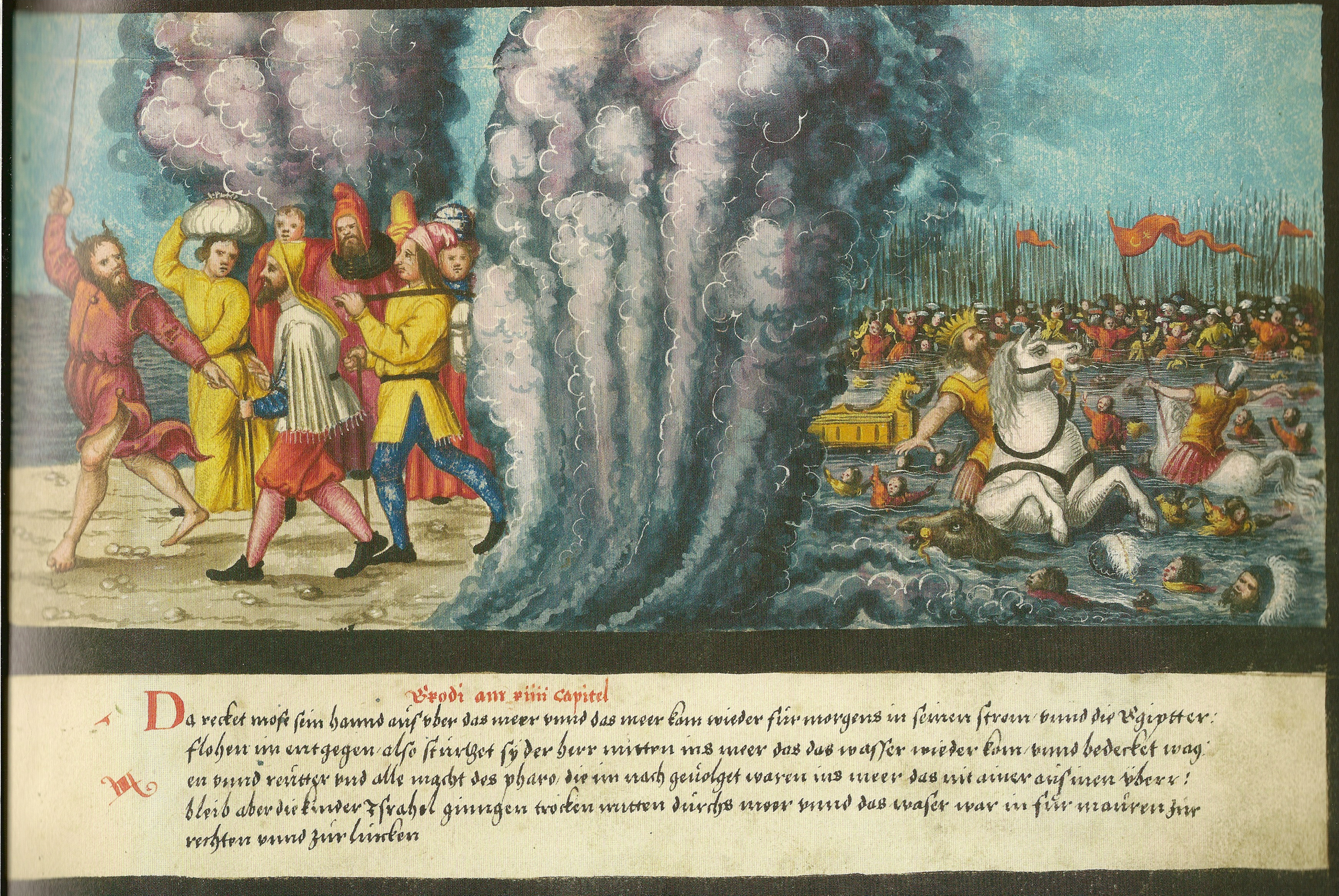
Folio 5. Moisés partiendo el Mar Rojo
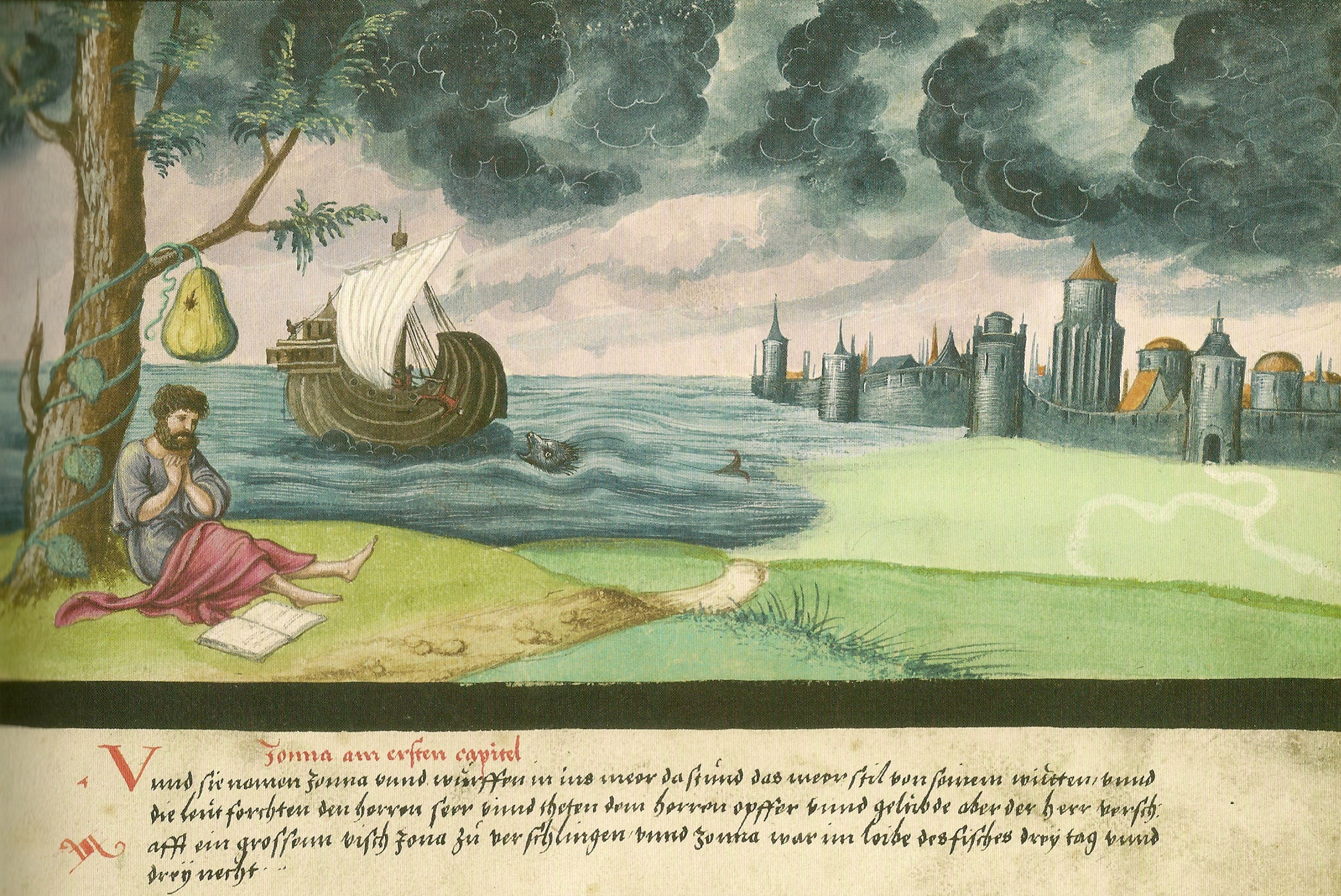
Folio 14. Jonás y la ballena
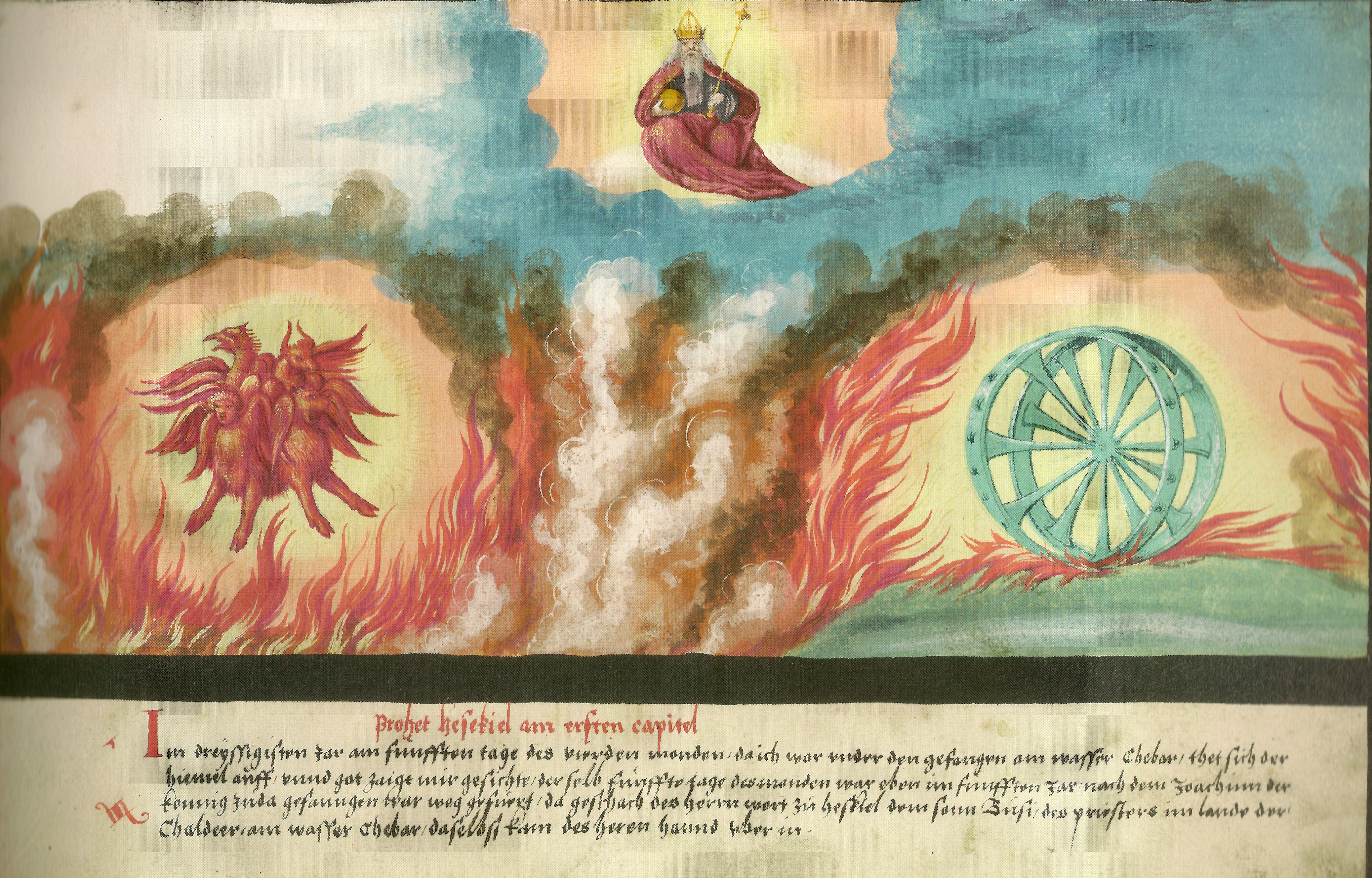
Folio 15. La visión de Ezequiel

#### Signos milagrosos
La segunda parte del manuscrito (folios 16 a 171) explora los acontecimientos no bíblicos desde la Antigüedad hasta 1552. Abarca numerosos temas, como los presagios meteorológicos y astronómicos, los cometas, las catástrofes naturales, las criaturas fabulosas y los fenómenos de la naturaleza.

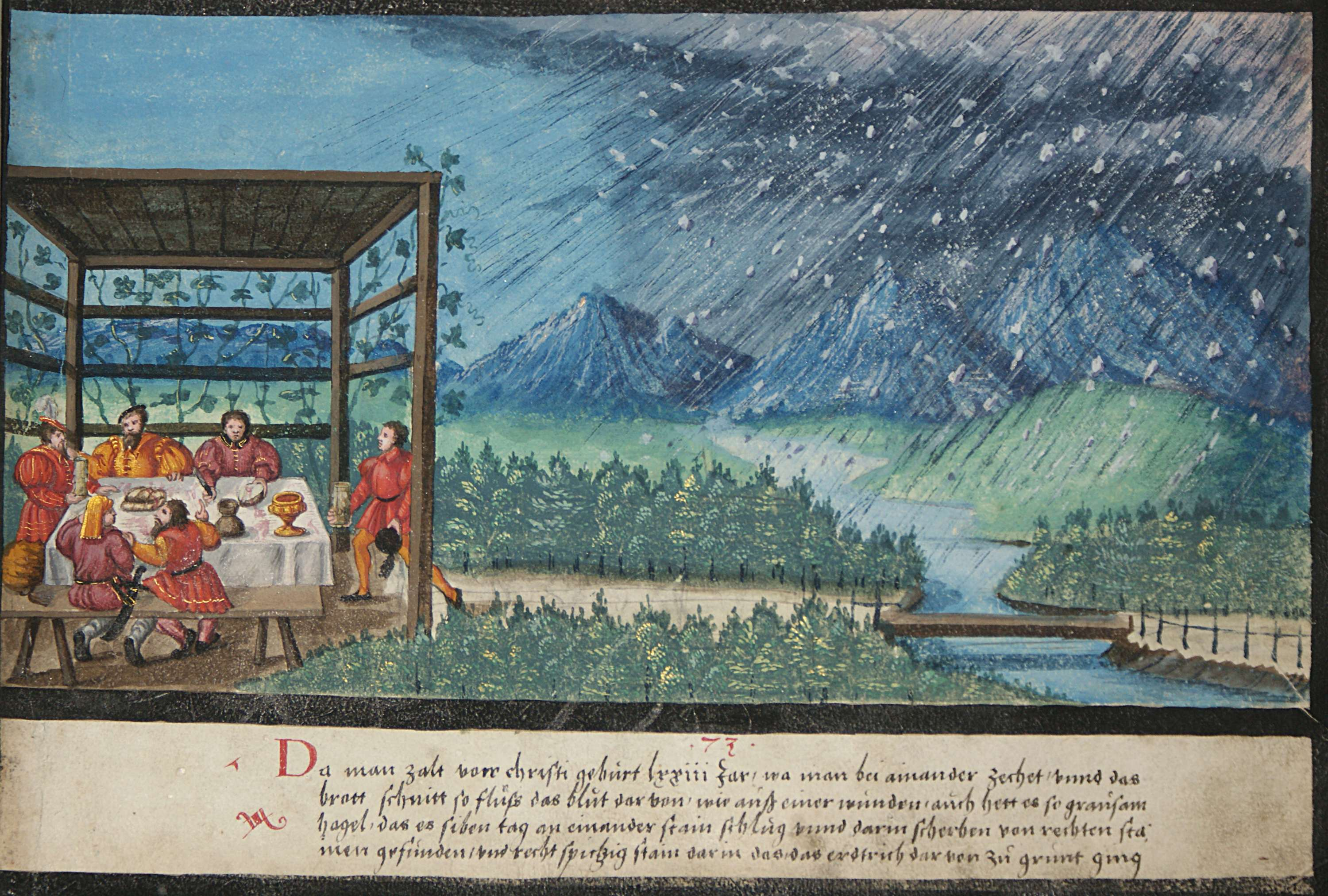
Folio 21. Pan sangrante y granizo (73 a. C.)
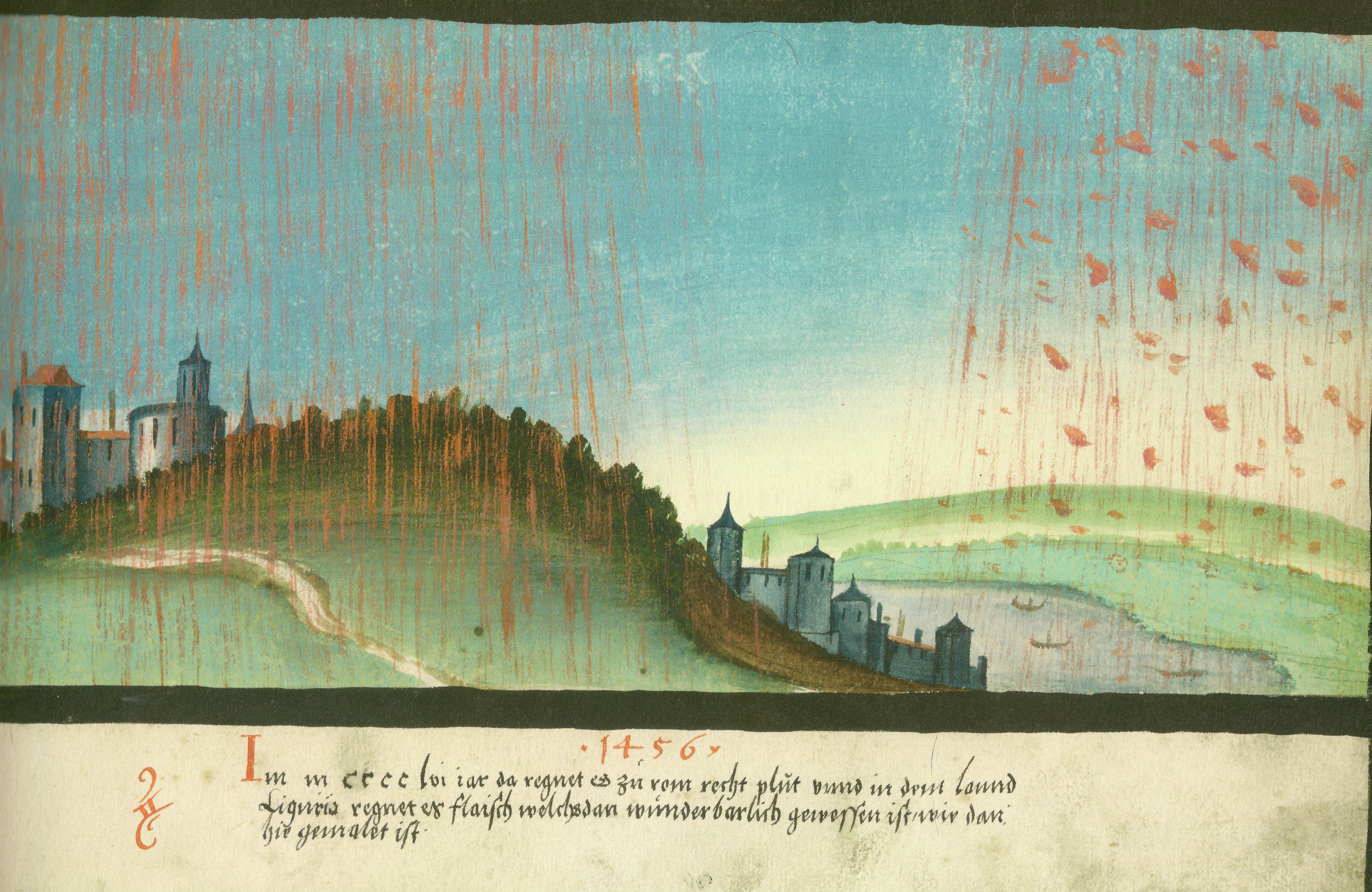
Folio 81. Lluvia de sangre y de carne (1456)
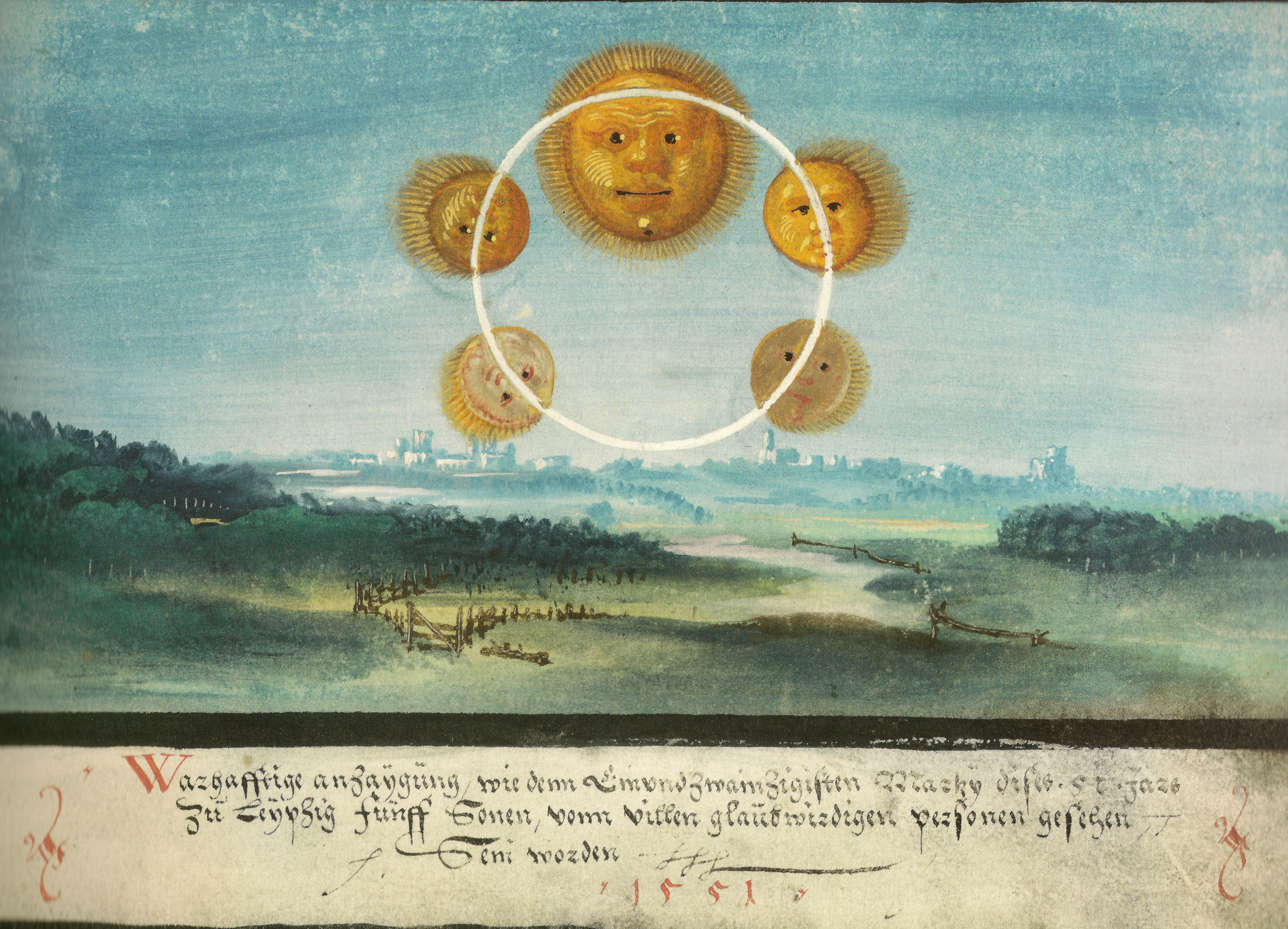
Folio 165. Cinco soles sobre Leipzig (1551)
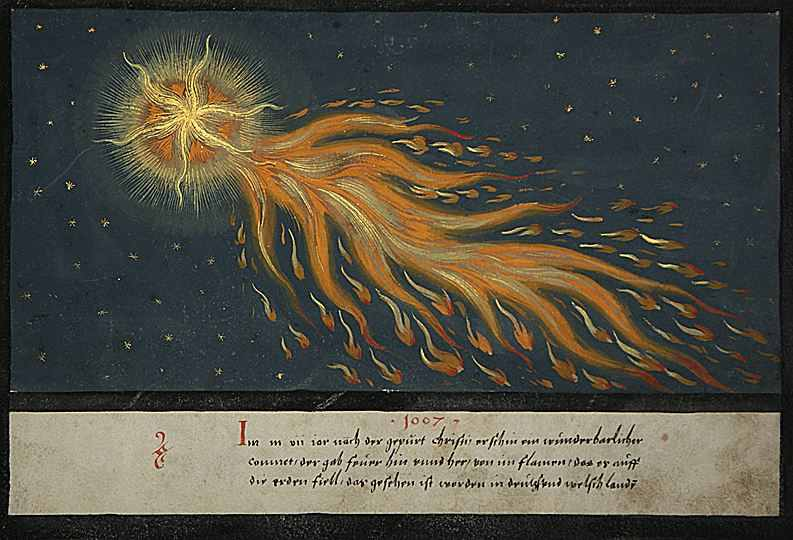
Folio 34. Cometa (1007)
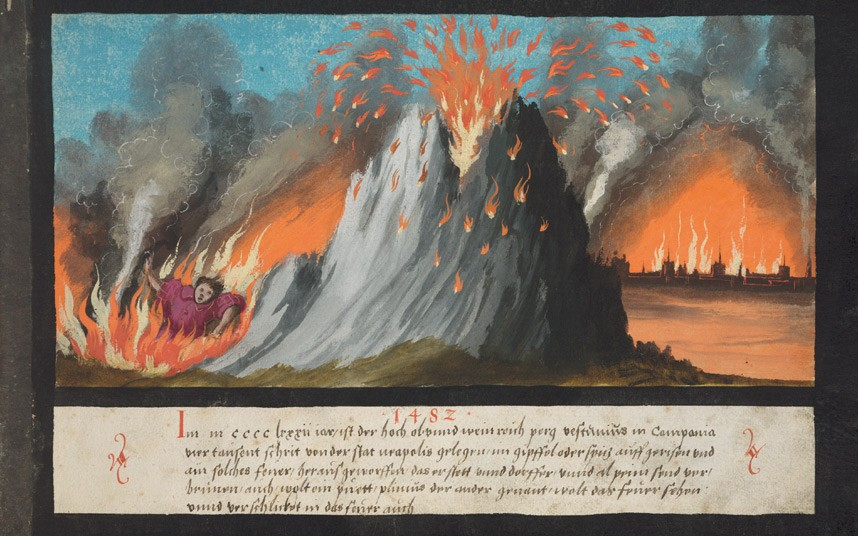
Folio 85. Erupción del Monte Vesubio (1482) *etiquetado como tal en el manuscrito, la erupción en realidad tuvo lugar en el año 79 d.C.
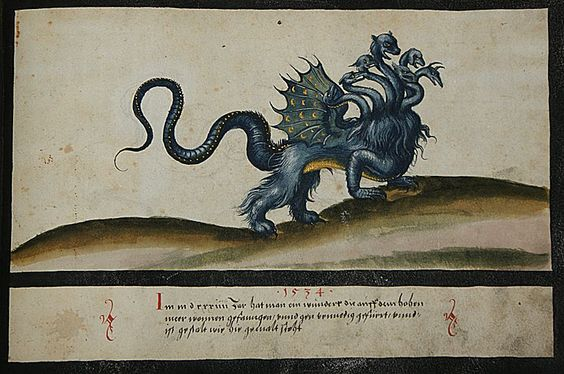
Folio 133. Criatura marina (1534)
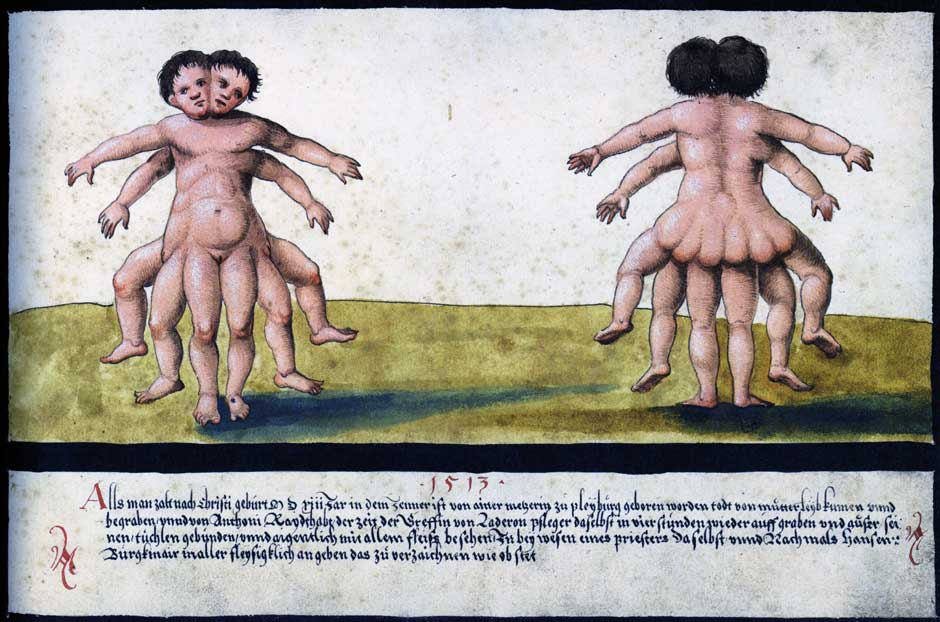
Folio 93. Nacimiento monstruoso (1513)
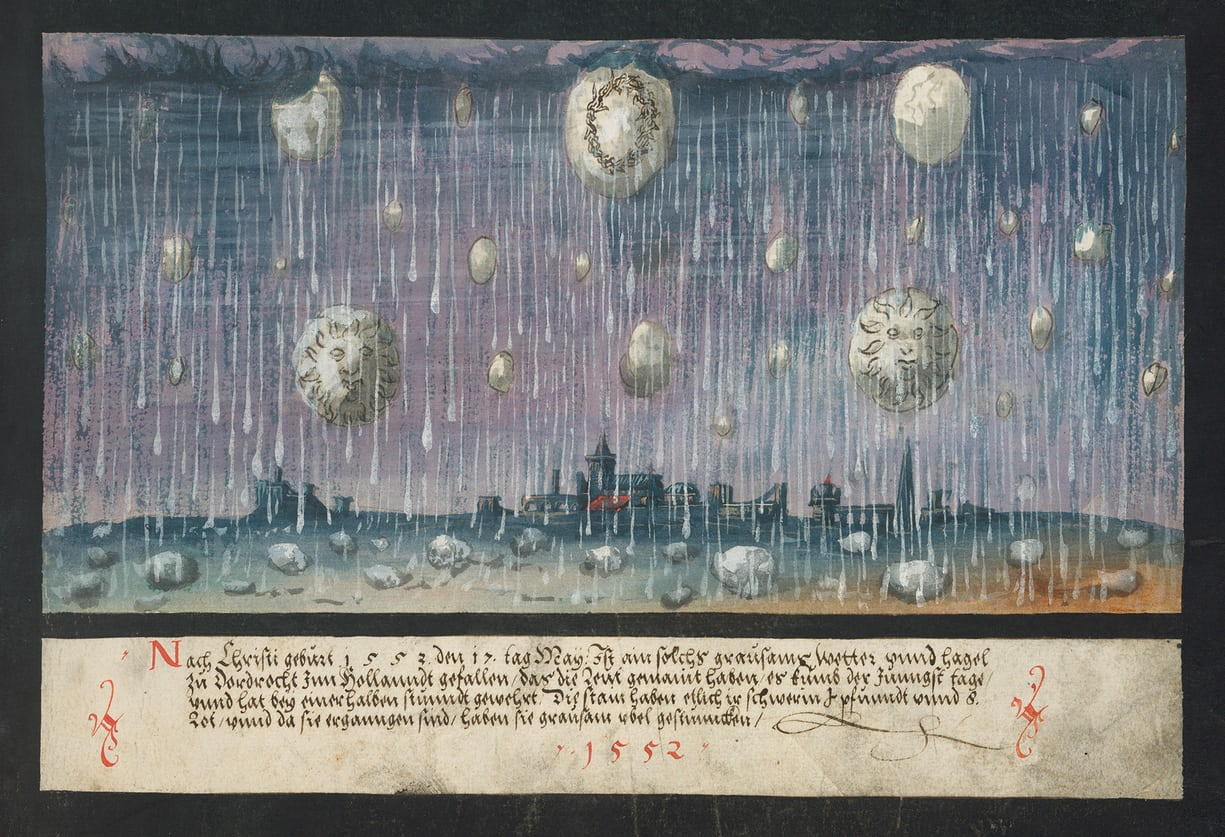
Folio 171. Granizo en Dordrecht (1552)

#### El libro del Apocalipsis
La parte final del manuscrito muestra escenas del último libro del Nuevo Testamento, La Revelación de San Juan el Divino, anunciando el fin del mundo y la Segunda Venida de Cristo. Las visiones de San Juan se presentan en diecinueve hojas supervivientes (faltan algunas) y abarcan Apocalipsis 1:12-18, la visión de San Juan de Cristo y los siete candeleros (Folio 172) hasta Apocalipsis 18:1-3, La Caída de Babilonia (Folio 192).

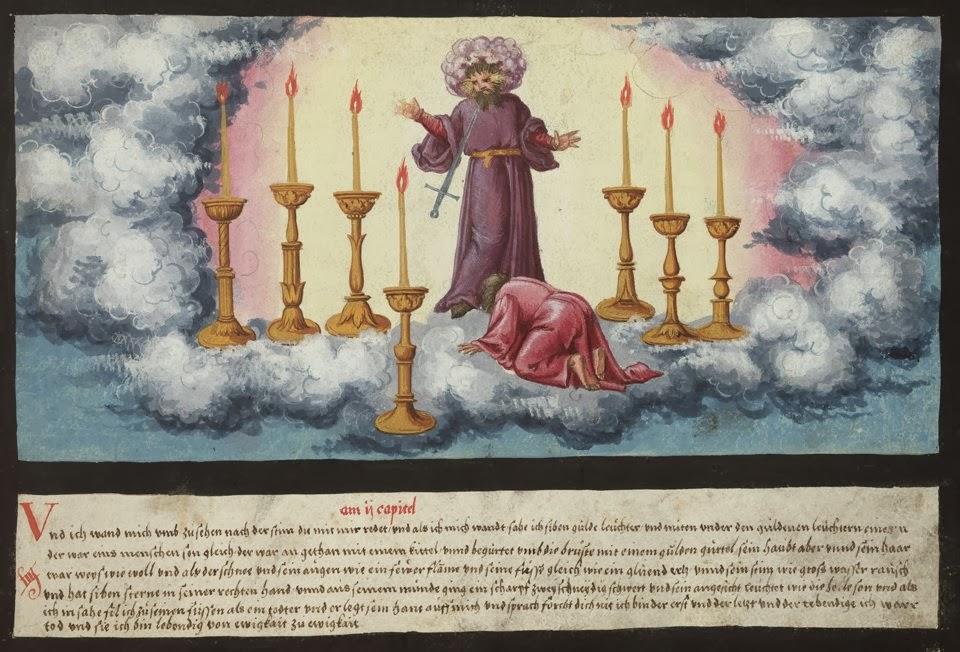
Folio 172. Visión de San Juan de Cristo y los siete candeleros (Apocalipsis 1,12-18)
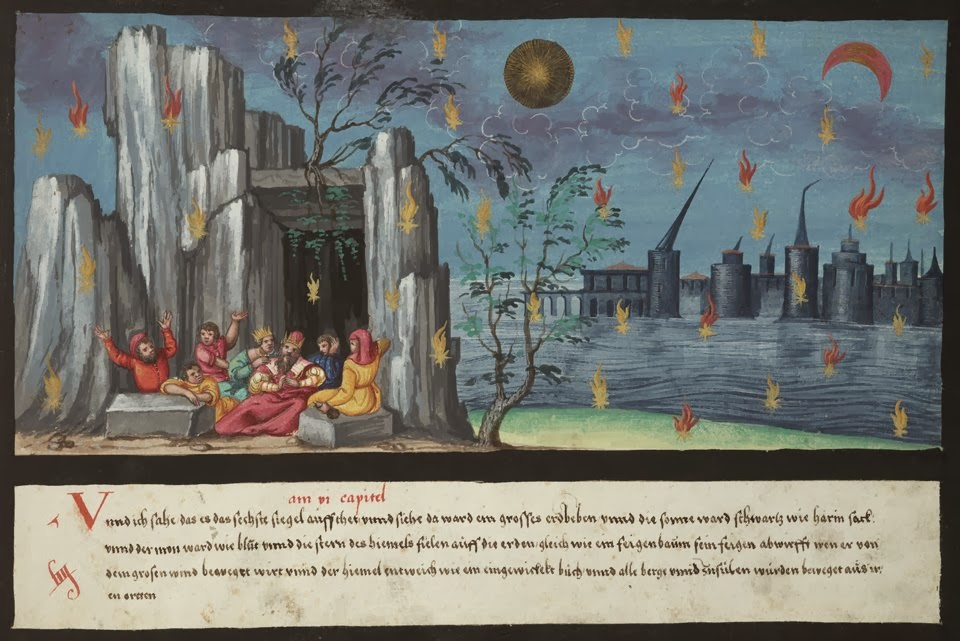
Folio 176. Abriendo el sexto sello (Apocalipsis 6:12-14)
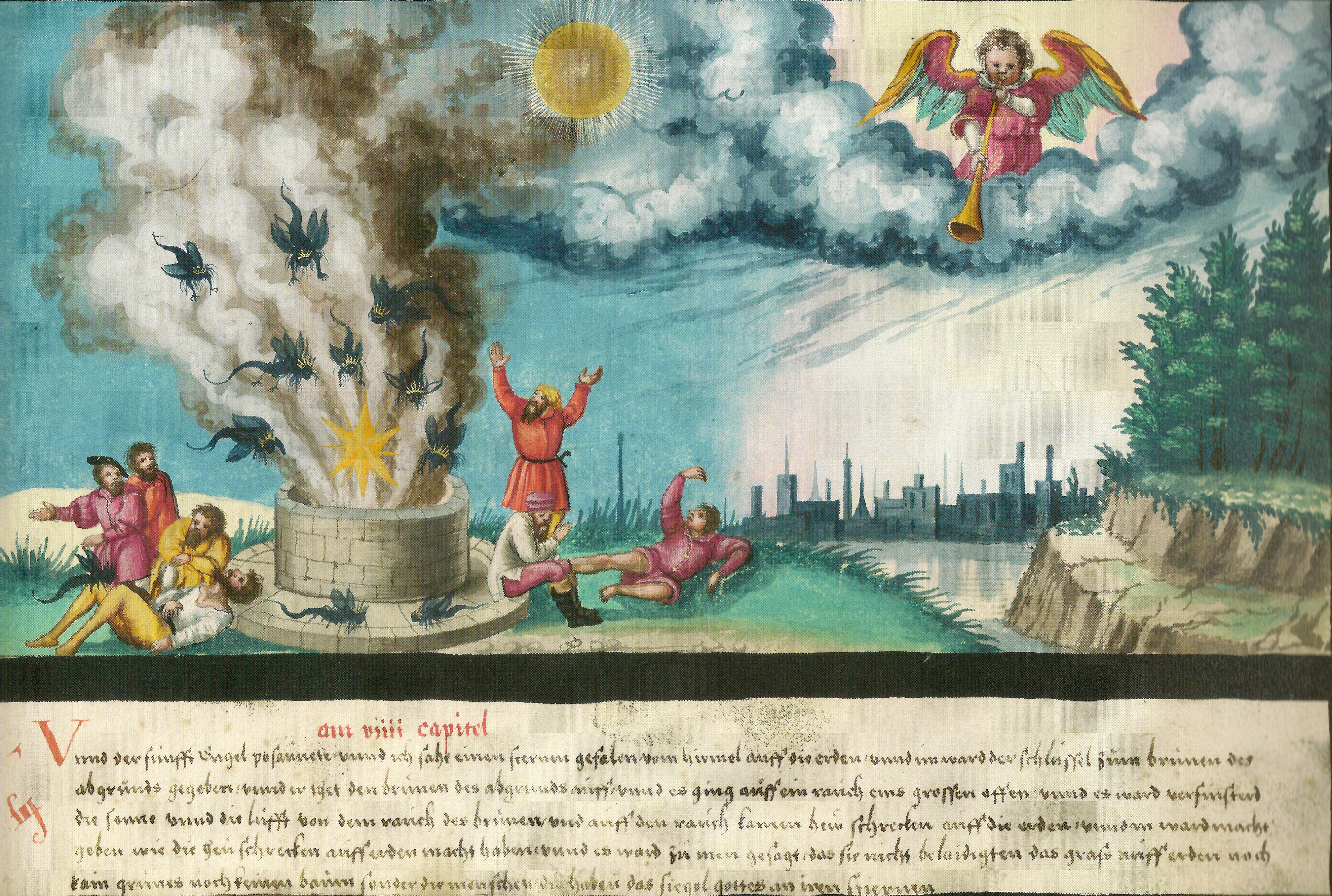
Folio 182. El quinto ángel tocando su trompeta (Apocalipsis 9:1-4)
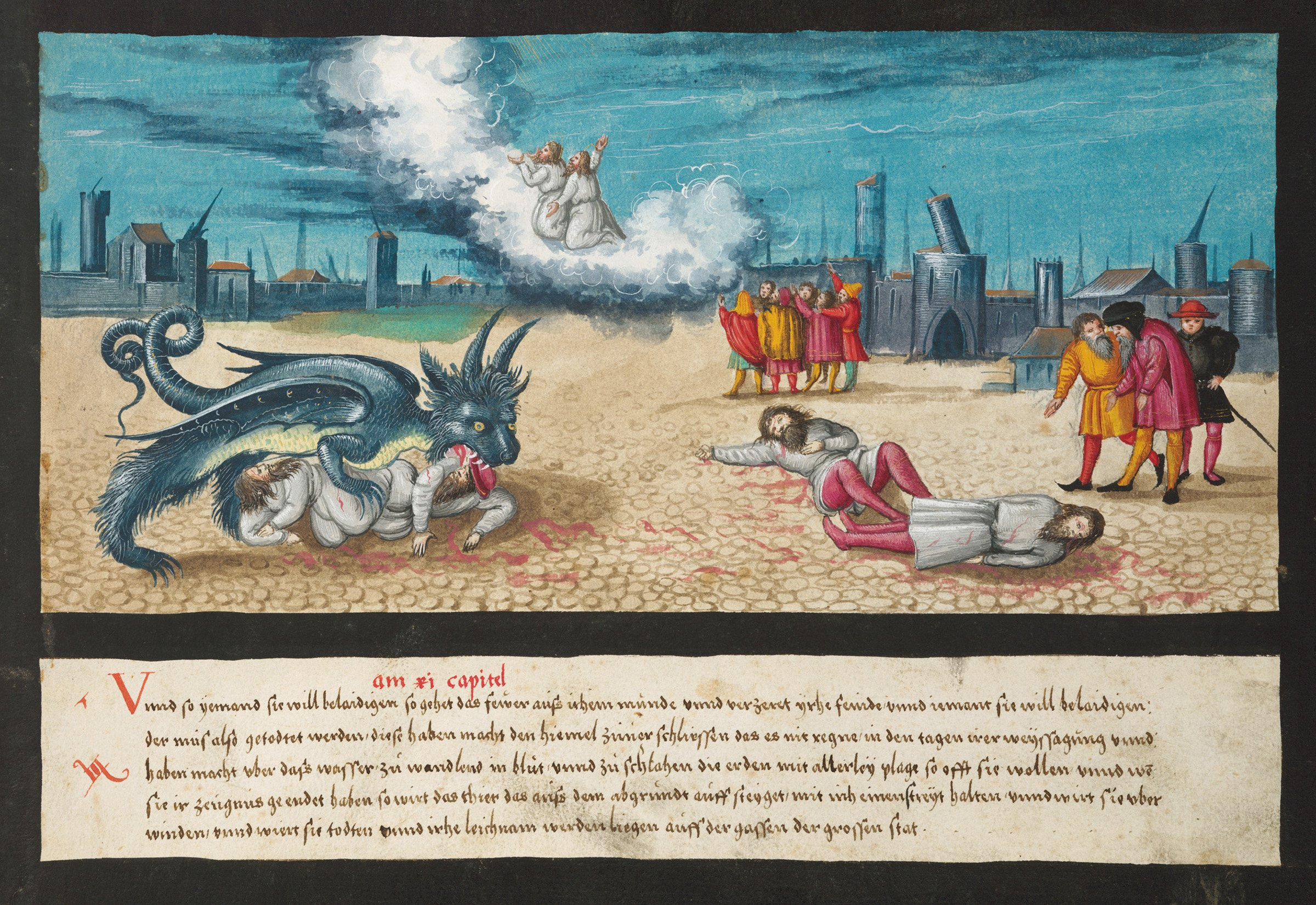
Folio 185. La bestia del abismo (Apocalipsis 11:5-8)

## Publicación moderna
La editorial alemana de libros de arte Taschen publicó una edición facsímil del Libro de los Milagros en 2013. Dirigida y producida por el fundador Benedikt Taschen, la edición incluía ensayos de Till-Holger Borchert y del experto en arte renacentista alemán Joshua P. Waterman. El texto completo del manuscrito original y los ensayos se presentan en inglés, alemán y francés. Se produjo una segunda edición en 2017.